# Podosphaeraster toyoshiomaruae
Podosphaeraster toyoshiomaruae is een zeester uit de familie Podosphaerasteridae.
De wetenschappelijke naam van de soort werd in 2002 gepubliceerd door Fujita & Rowe.